# Помандер

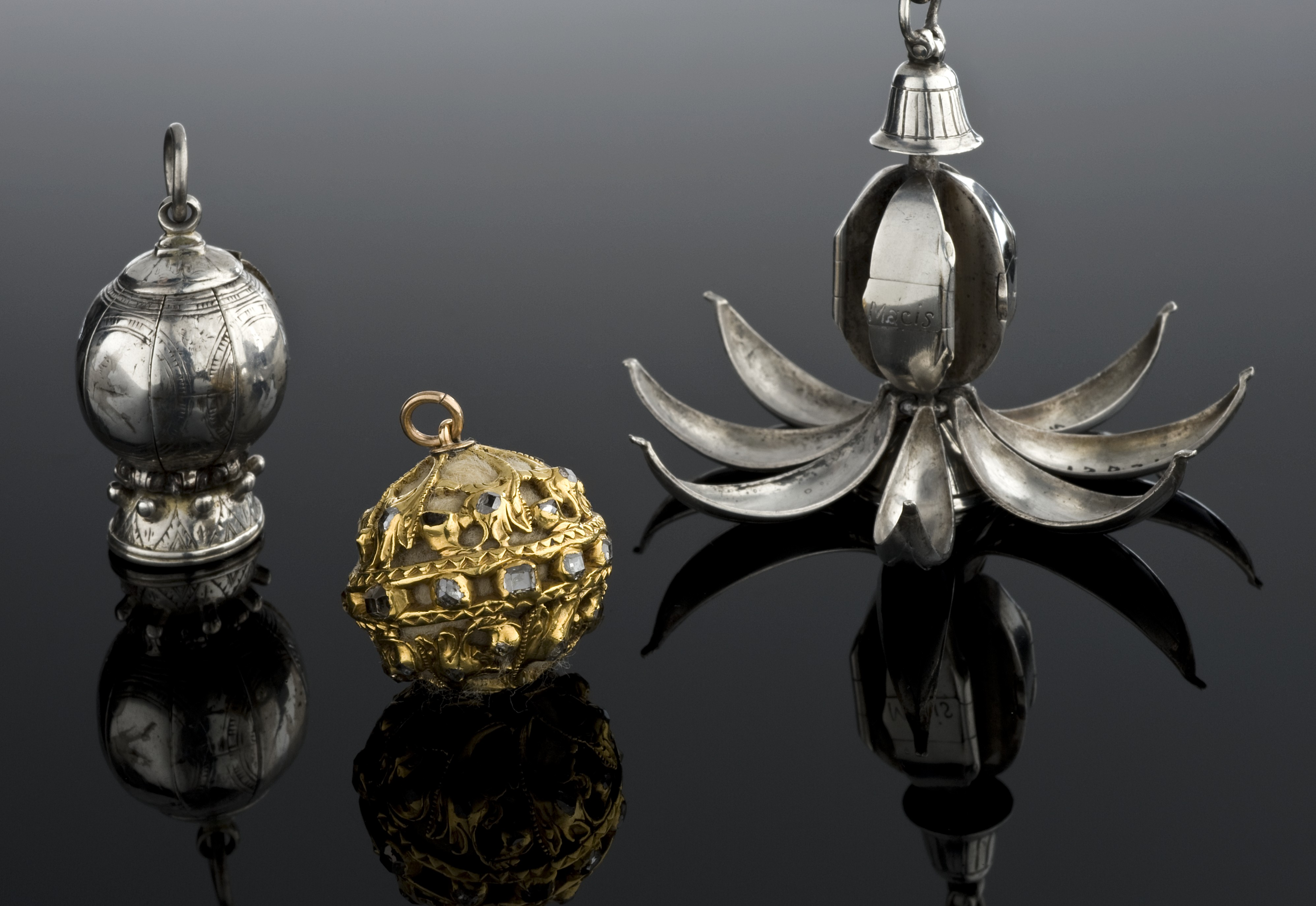
Три помандери 17 ст.

Помандер — спеціальність ємність, в яку поміщали пахучі речовини. Помандер виготовлявся зазвичай у вигляді яблука, тому і отримав назву, яка у перекладі означає «амброве яблуко».
Помандери були популярними в Західній Європі в XV—XVI ст. як особисті аксесуари, хоча інколи їх розміщували і в інтер'єрі.

## Зовнішній вигляд і використання
Конструктивно помандер складався з футляра, у якому власне і розміщували ароматну кульку. Згодом зовнішній круглий футляр стали виготовляти у вигляді рухомих пелюсток, чотири або шість, які при розкритті нагадували квітку. Кожна пелюстка містила певний різновид пахощів. Помандери наповнювали в основному мускусом, амброю, цибетом, корицею, пахучими травами.
Помандер вважався дієвим засобом боротьби із заразою. У середньовічних трактатах вони рекомендувалися для боротьби з чумою, давалися поради про їх носіння, вважалося, що вдихання пахощів запобігає зараженню інфекцією. Так як рівень особистої гігієни був дуже низький, то використання помандеру для знищення поганих запахів сприяло його поширенню.
Помандери виготовляли з золота або срібла (часто з позолотою), прикрашали гравіюванням, ювелірним камінням, емалями.

## Способи носіння

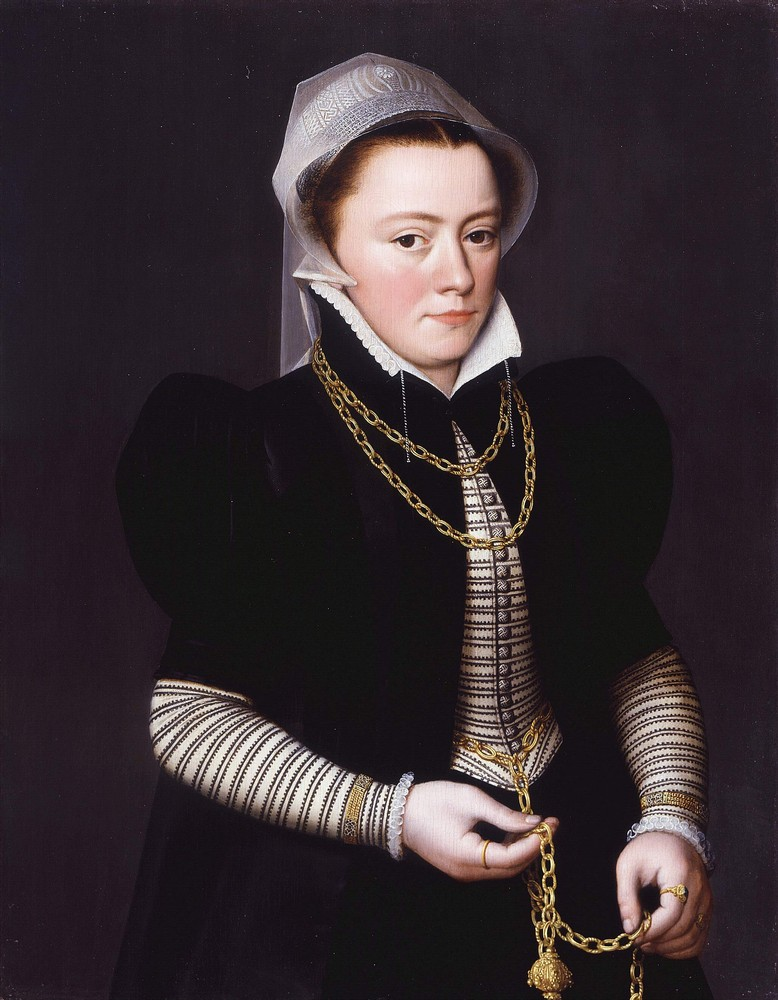
Петер Пурбус Портрет невідомої дами

Помандери могли носитися на шиї, вставлялися в чотки. Помандер кріпився на руку ланцюжком, такою довжини, що його власник міг перебирати його пальцями.
Найпоширенішим способом носіння було його кріплення до пояса за допомогою ланцюжка, довжина якого могла бути різною.
На портретах XV—XVI ст. виконаних відомим майстрами часто зображається помандер як елемент костюму. Він присутній як на портретах чоловіків, жінок так і дітей.

## Сучасність
З часом помандери стали втрачати популярність, особливо як елемент одягу. Оскільки вони виготовлялися з дорогоцінних матеріалів, то їх збереглося мало. Частина була переправлена, перероблена на інші вироби. Деякі були вкрадені. Тому вони не часто зустрічаються в музейних колекціях.
Помандерами називають також апельсини, який прикрашають паличками кориці, гвоздикою і зірочками кмину. Вони є одним з символів католицького різдва, їх виготовлення є своєрідним мистецтвом. Традиція їх виготовлення розпочалася в часи, коли зародилися мода на ювелірні помандери. Ще в 1350 році англійські ченці рекомендували тримати в домі такі апельсини, щоб захиститися від заразних хвороб, відганяти нечисть

## Галерея

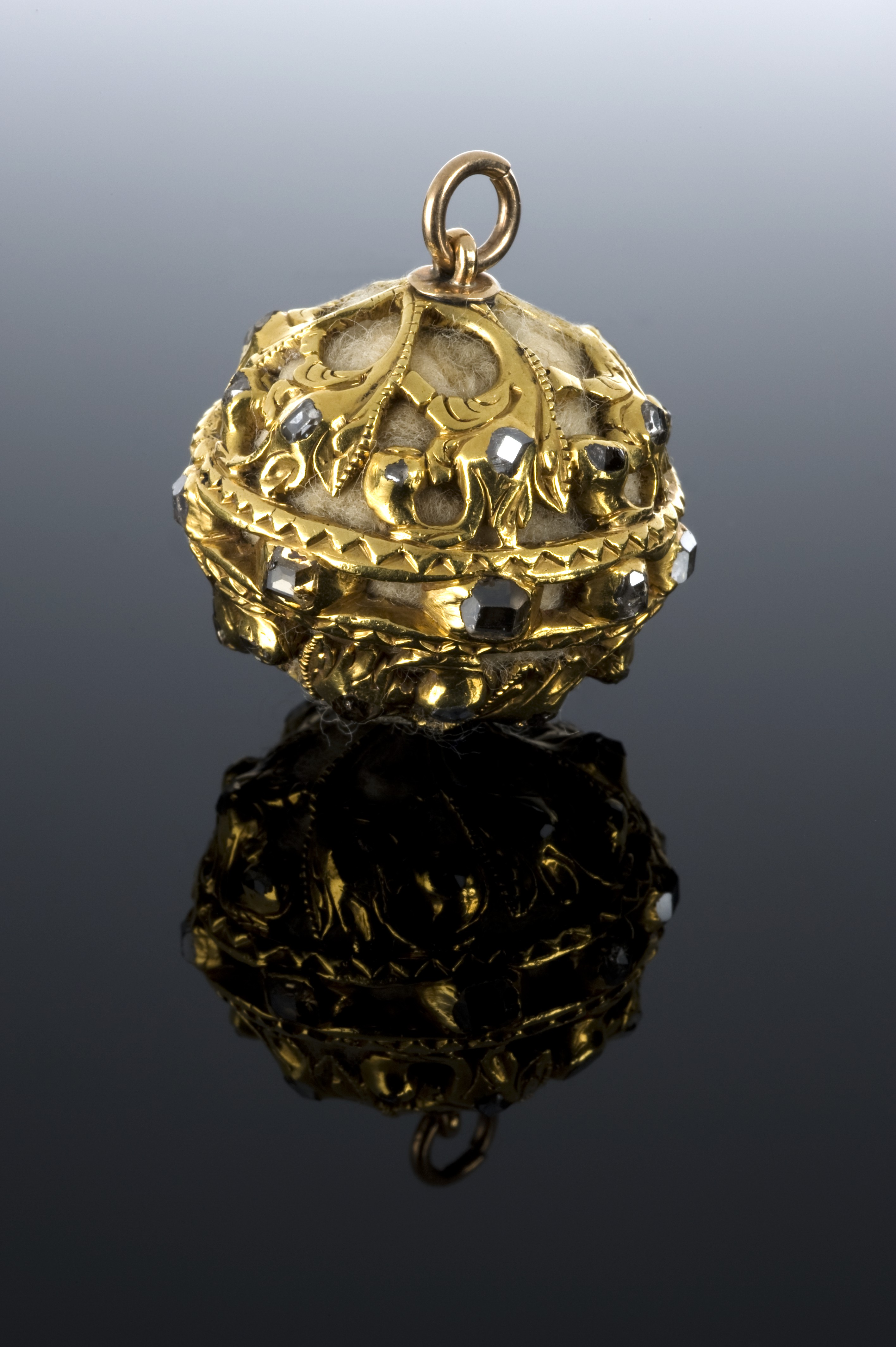
Золотий помандер
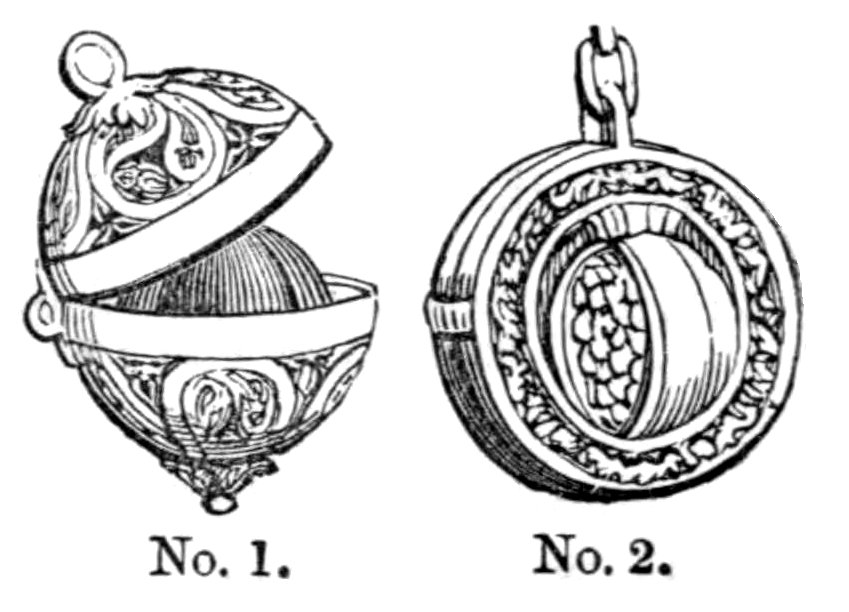
Помандер з футляром
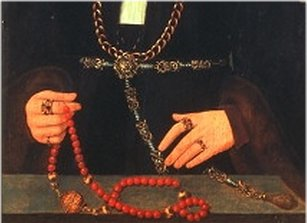
Середньовічні чотки з помендаром
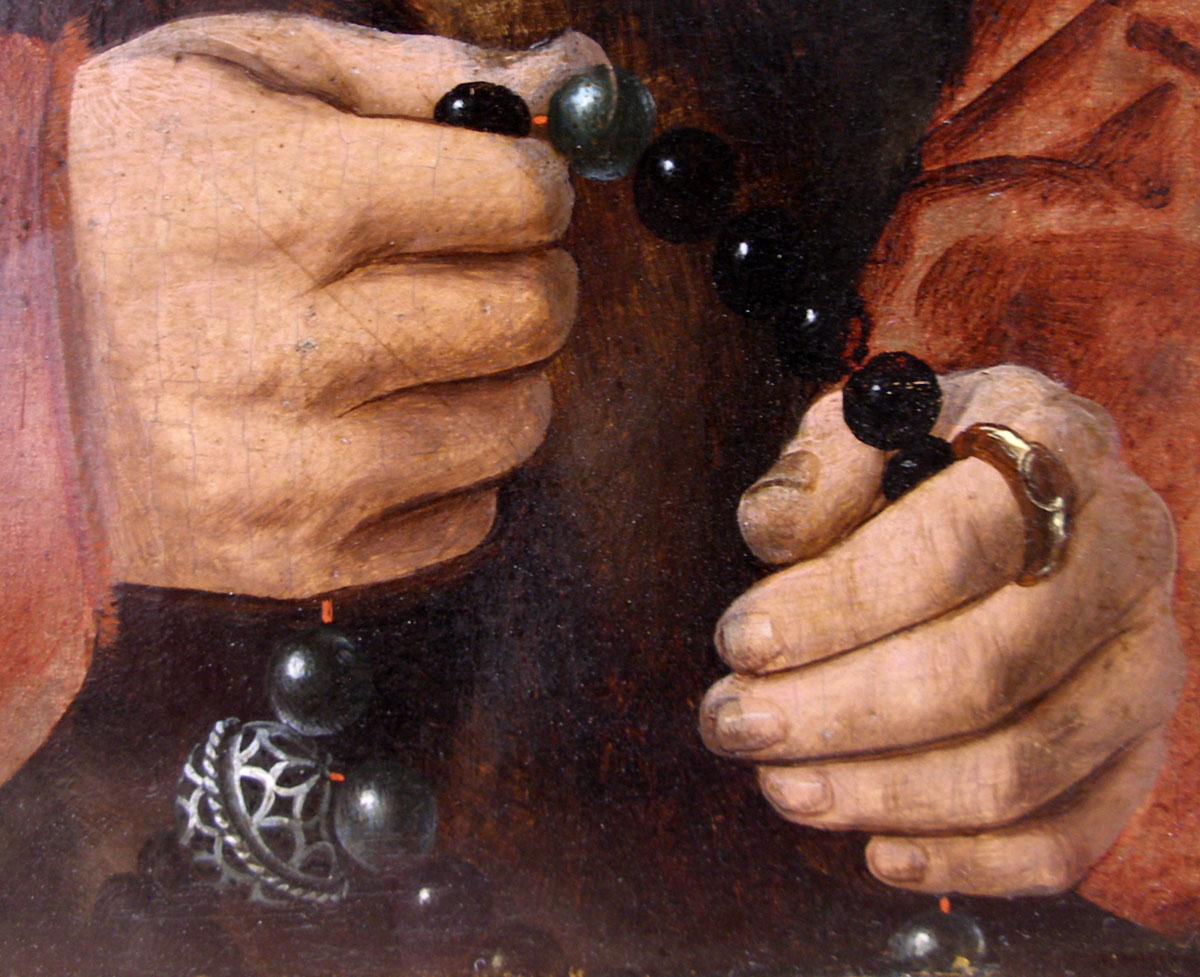
Помандер на картині Якоба Корнеліса ван Остзанена
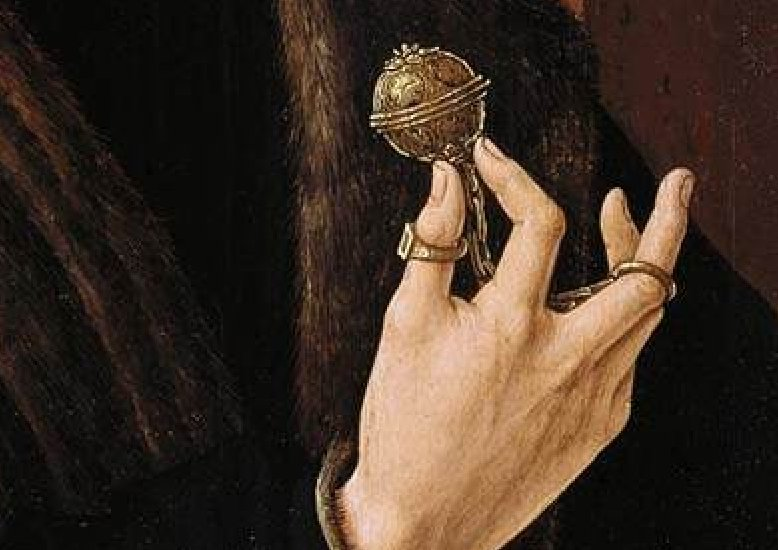
Помандер 1518
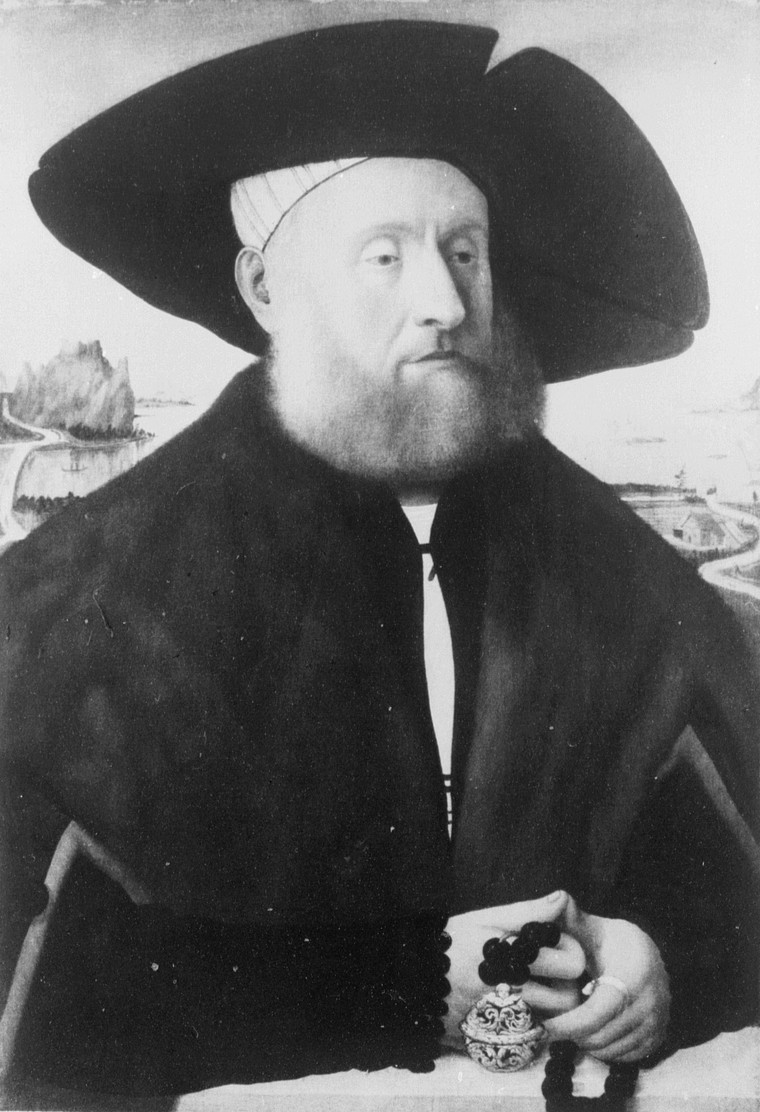
Кристоф Амбергер Портрет чоловіка